# Nils Eekhoff
Nils Eekhoff   (Rijsenhout, 23 de gener de 1998) és un ciclista neerlandès que competeix professionalment des del 2017, actualment a l'equip Team DSM. En el seu palmarès destaca la París-Roubaix sub-23 del 2017.

## Palmarès
- 2016
  - Vencedor d'una etapa a la Cursa de la Pau júnior
  - Vencedor d'una etapa a la Ronde des vallées
- 2017
  - 1r a la París-Roubaix sub-23
- 2018
  - Vencedor d'una etapa a l'Istrian Spring Trophy
- 2019
  - 1r al Tour d'Overijssel
  - Vencedor d'una etapa al Tour de Bretanya
- 2023
  - Vencedor d'una etapa al ZLM Tour
- 2025
  - 1r a la Nokere Koerse

### Resultats al Tour de França
- 2021. 126è de la classificació general
- 2022. 119è de la classificació general
- 2023. 138è de la classificació general
- 2024. Abandona a la 19a etapa